# Cradle to Cradle (Organisation)
Die Cradle to Cradle NGO (offiziell Cradle to Cradle - Wiege zur Wiege e. V., kurz auch C2C NGO) ist eine gemeinnützige Nichtregierungsorganisation mit Sitz in Berlin.
Die 2012 gegründete Organisation hat das Ziel, den Cradle-to-Cradle-Ansatz einer durchgängigen und nachhaltigen Kreislaufwirtschaft zu verbreiten und Wirtschaft, Wissenschaft, Bildung, Politik und Gesellschaft zu vernetzen. Die Grundidee von Cradle to Cradle (C2C) ist, dass alle industriell hergestellten Produkte so entwickelt werden sollen, dass sie nach der Nutzung vollständig wieder genutzt bzw. schadstofffrei kompostiert werden können, um so eine idealerweise abfallfreie Kreislaufwirtschaft zu realisieren. Dazu führt die Organisation Workshops und Infogespräche zu C2C durch und erstellt Leitfäden zu unterschiedlichen Themen, unter anderem zum Thema Bau für Kommunen oder Beschaffung nach C2C.
Mittlerweile hat die NGO etwa 25 Mitarbeiter, dazu helfen gut 1000 ehrenamtliche Unterstützer. Finanzierungsgrundlage der Organisation sind private Spenden und Fördergelder der öffentlichen Hand. Einige Unternehmen treten auch als Sponsoren von Veranstaltungen auf.

## Geschichte
Die Organisation wurde 2012 von Nora Sophie Griefahn und Tim Janßen gegründet, die bis heute als Geschäftsführer in der Organisation tätig sind.
Anfang 2013 wurde in Lüneburg die erste Regionalgruppe der C2C NGO gegründet. Die Regionalgruppen organisieren jeweils Vor-Ort-Veranstaltungen wie Workshops oder Diskussionsabende. Inzwischen existieren etwa 50 Regionalgruppen in Deutschland, Österreich und der Schweiz. Des Weiteren gibt es themenspezifische Bündnisse zu Themen wie Textil oder Bau/Architektur.
2014 eröffnete die Organisation eine Geschäftsstelle in Berlin. Im gleichen Jahr fand der erste C2C Congress in Lüneburg statt, der mittlerweile jährlich in verschiedenen Städten veranstaltet wird.
Das Magazin Nährstoff erschien erstmals 2015, das verwendete Papier und die Druckfarben waren biologisch abbaubar. 2016 wurde das Magazin im Rahmen des Best of Content Marketing Award mit dem Sonderpreis für Green Publishing ausgezeichnet. Das Magazin erscheint seitdem jährlich und enthält einen Jahresrückblick und allgemeine Informationen zu C2C.
2019 wurde eine Einheit in einem Plattenbau in Berlin nach C2C-Kriterien saniert. Nach der Eröffnung folgte der Umzug in das sogenannte C2C LAB, das seitdem als Hauptsitz der Organisation und als Veranstaltungszentrum dient. Seit 2021 ist C2C NGO offizielle Partnerorganisation des EU-Projekts New European Bauhaus.

## Vorstand und Beirat
Der Vorstand der Cradle to Cradle NGO besteht aus fünf Personen. Geschäftsführend sind die beiden Gründer Nora Sophie Griefahn und Tim Janßen tätig, die weiteren Mitglieder des Vorstands sind Bärbel Dieckmann, Andreas Grotekemper und Jürgen Schmidt.
Im Beirat sitzen aktuell 23 Personen, die sich zweimal im Jahr mit dem Vorstand zum Thema Strategie und Wissenstransfer beraten. Dazu gehören Monika Griefahn, ehemalige niedersächsische Umweltministerin und Mitbegründerin von Greenpeace Deutschland, die dem Beirat vorsitzt, und der Chemiker Michael Braungart, der das Cradle-to-Cradle-Konzept in den 1990er Jahren maßgeblich mitentwickelte. Beide sind die Eltern der NGO-Gründerin und Geschäftsführerin Nora Sophie Griefahn. Des Weiteren setzt sich der Beirat aus Vertretern der Wirtschaft, der Forschung und verschiedener Umweltorganisationen zusammen und wird ergänzt durch prominente Künstler wie den Musiker Bela B, die Schauspielerinnen Nina Eichinger und Inez Bjørg David oder die Autoren Michael Schmidt-Salomon und Sarah Wiener.

## Projekte

### C2C LAB
Die Zentrale der Organisation, genannt C2C LAB, befindet sich in einem Wohnblock in der Landsberger Allee in Berlin-Prenzlauer Berg. Es ist zugleich Geschäftsstelle, Bildungszentrum und Veranstaltungsort für die NGO. Außerdem dient es als Reallabor, in dem die Machbarkeit einer C2C-konformen Sanierung aufgezeigt wird.
2019 wurde eine Einheit mit einer Fläche von 400 m² in einem Plattenbau mit Baujahr 1986 komplett saniert. Alle verbauten Teile und Stoffe sind nun wiederverwertbar und schadstofffrei. Nur die Betonplatten sind noch original. Beispiele für nachhaltige Materialien sind etwa Teppichböden mit Feinstaubfilter, bepflanzte Wände zur Luftverbesserung, Seegras als Dämmmaterial und die Fenster wurden verschraubt und nicht wie üblich mit Schaum abgedichtet. Rund 40 Unternehmen beteiligten sich an der Sanierung und stellten die Materialien zum Teil kostenlos zur Verfügung. Auch die Architekten und Planer arbeiteten ohne Honorar. Für die Lohnkosten der Handwerker zahlte die Organisation etwa 100.000 Euro, die über Spenden finanziert wurden. Nach der Fertigstellung bezeichnete die Berliner Umweltsenatorin Regine Günther das Projekt als „beispielhaft“ und als „Leuchtturmprojekt“.

### C2C Congress
Seit 2014 veranstaltet die Cradle to Cradle NGO den C2C Congress. Der mehrtägige Kongress bietet zahlreiche Vorträge und Podiumsdiskussionen und ermöglicht damit den Austausch zwischen Politik, Wirtschaft und Wissenschaft. Jährlich wirken etwa 1000 Teilnehmer mit. Seit 2020 steht die Veranstaltung unter der Schirmherrschaft des Bundesumweltministeriums.
Von 2014 bis 2018 fand der C2C-Kongress an der Leuphana Universität in Lüneburg statt. 2020 wurde er in der Urania in Berlin abgehalten. 2021 änderte sich die Form, er fand an drei unterschiedlichen Tagen in Freiburg (Juli), Mainz (September) und Mönchengladbach (November) mit verschiedenen Themenschwerpunkten statt.

### Netzwerk C2C Regionen
Die C2C NGO vernetzt Städte und Kommunen mit regionalen Unternehmen und Initiativen und fördert den Austausch auf lokaler Ebene. So werden beispielsweise regelmäßige Treffen, Workshops oder andere Veranstaltungen organisiert. Zu den Mitgliedern gehören nach Organisationsangaben unter anderem die Städte und Gemeinden Aachen, Eppelheim, Ludwigsburg, Lüneburg, Nettetal oder der Bezirk Berlin-Pankow.

### Labor Tempelhof
Im August 2022 wurde im Rahmen von drei Konzerten der Bands Die Ärzte und Die Toten Hosen auf dem Flughafen Tempelhof in Berlin ein Labor zu Großveranstaltungen und Nachhaltigkeit durchgeführt. Cradle to Cradle NGO setzte gemeinsam mit weiteren Partnern möglichst klima- und ressourcenpositive Produkte und Prozesse um, testeten diese und prüften ihre Skalierbarkeit. Ziel war es zu zeigen, wie bereits vorhandene Cradle to Cradle-Lösungen zu einer Kreislaufwirtschaft führen können, die ökonomische, ökologische und soziale Mehrwerte für die gesamte Gesellschaft bieten.

### Weitere Events und Bildungsarbeit
In zahlreichen weiteren Veranstaltungen versucht die Organisation, den C2C-Gedanken zu verbreiten und Interessierte miteinander zu vernetzen. Es gibt beispielsweise Bildungsangebote in Form von Workshops und Informationsmaterialien für Schulen und Hochschulen sowie Vorträge und Diskussionen von und mit Experten aus Wissenschaft und Wirtschaft (C2C Summit, C2C Forum, LAB Talk). Jährlich findet zudem die C2C Akademie zur Weiterbildung und zum Austausch für alle Ehrenamtlichen statt.